# Kalulushi (Distrikt)
Kalulushi ist einer von zehn Distrikten in der Provinz Copperbelt in Sambia. Er hat eine Fläche von 1038 km² und es leben 170.700 Menschen in ihm (2022). Hauptstadt des Distriktes ist das gleichnamige Kalulushi.

## Geografie
Der Distrikt liegt etwa 60 Kilometer nordwestlich von Ndola, der Hauptstadt der Provinz Copperbelt, etwa 280 Kilometer nördlich von Lusaka und 10 Kilometer westlich von Kitwe, entfernt. Er liegt auf einer mittleren Höhe von etwa 1300 m über dem Meeresspiegel. Ein Teil der Ostgrenze wird durch den Kafue gebildet und ein Teil der Nordgrenze von dessen Nebenfluss Musakashi. Der Distrikt hat 22 Wards.
Er grenzt im Norden an den Distrikt Chingola, im Osten an die Distrikte Mufulira und Kitwe, und im Süden und Westen an Lufwanyama.

## Politik
Der Distrikt gilt als der politisch stabilste und am besten koordinierte in Bezug auf die Regierungsführung in ganz Sambia.

## Wirtschaft
Die wichtigsten wirtschaftlichen Aktivitäten in Kalulushi sind Bergbau, Forstwirtschaft, Landwirtschaft und Holzverarbeitung. Die Wirtschaft des Distrikts ist eine der stärksten in der Copperbelt-Provinz aufgrund enormer Bergbauinvestitionen und leistet den größten Beitrag zum Bruttoinlandsprodukt (BIP) und zur Beschäftigung. Andere kleine und mittlere wirtschaftliche Aktivitäten umfassen kleine Bergbauaktivitäten wie Kieselerde, Einzelhandel und informelle Unternehmen.
Der Distrikt Kalulushi verfügt über fruchtbares Land. Der Distrikt ist führend in der städtischen Landwirtschaft in der Provinz Copperbelt. Er versorgt benachbarte Städte in der Provinz Copperbelt mit frischem Gemüse und Getreide.